# L3/35
Xe tăng siêu nhẹ CV-35 là một loại xe tăng siêu nhẹ được quân đội Ý dùng trong Thế chiến II, thay thế loại tăng siêu nhẹ CV-33 trước đó.

## Phát triển[sửa]
L3/35 được phát triển từ carden Loyd Mark VI tankette,bốn trong số đó được nhập khẩu từ Anh vào năm 1929. Chiếc xe đầu tiên được phát triển bởi người Ý từ xe tăng Carden Lloyd được đặt tên là CV-29; "CV" là viết tắt của Carro Veloce (tiếng Ý: "xe tăng nhanh") và "29" là năm xe được sản xuất. Chỉ có 21 chiếc CV-29 được chế tạo.